# Cultura di Pfyn

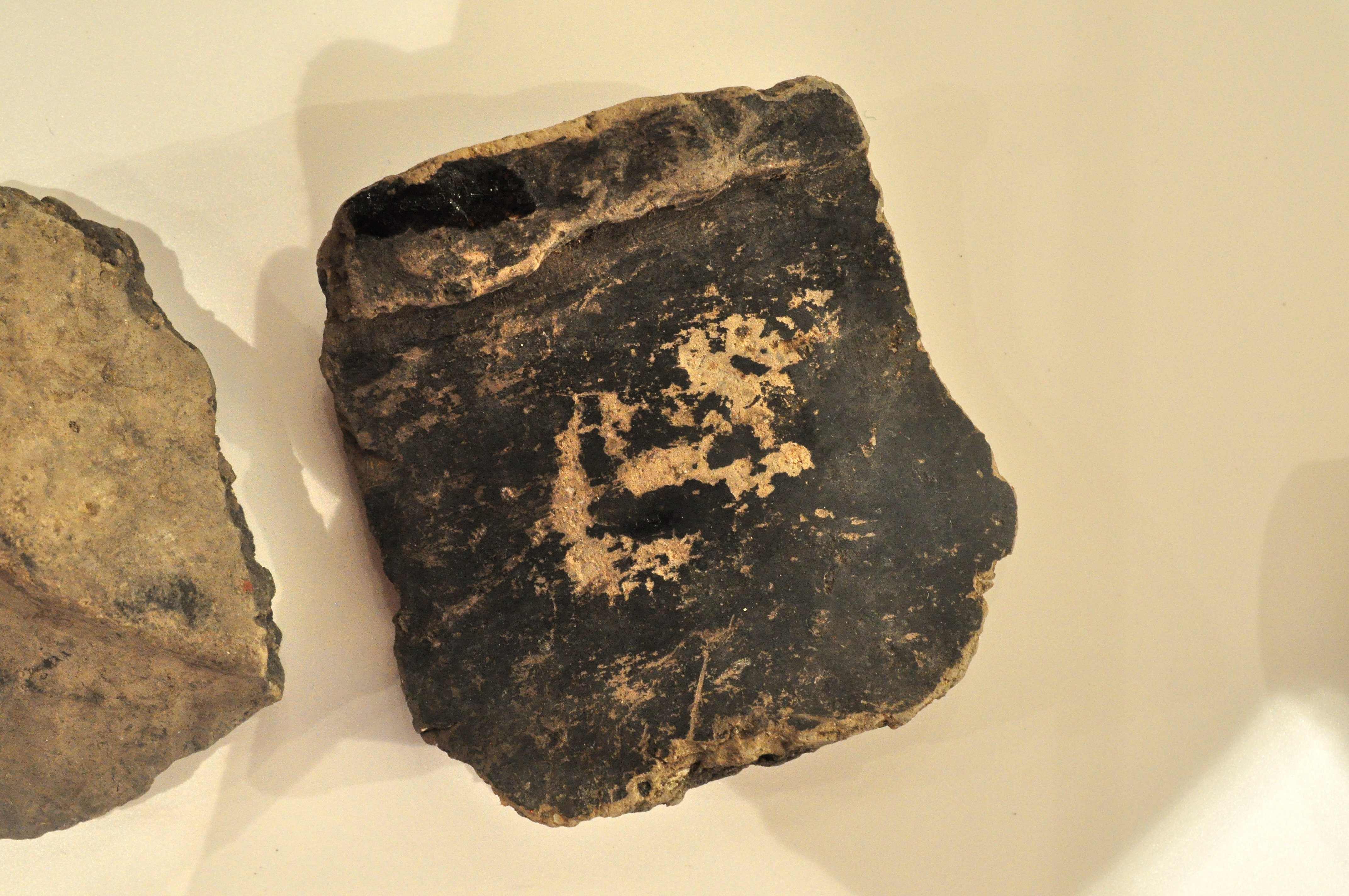
Frammenti di ceramica

La cultura di Pfyn è una delle culture archeologiche del periodo neolitico in Svizzera. Risale al 3900-3500 a.C. circa e prende il nome dal comune di Pfyn dove è situato il sito di Breitenloo.
Keller-Tarnuzzer notò che vi era una stretta relazione tra le ceramiche rinvenute a Pfyn-Breitenloo con quelle della cultura di Michelsberg della Germania meridionale, e ipotizzò che i reperti di Pfyn costituissero i resti di un insediamento Michelsberg.  

Intorno al 1960 le ricerche hanno stabilito che le ceramiche Pfyn rappresentavano una cultura autonoma legata alla cultura di Michelsberg e da quel momento, il sito di Pfyn-Breitenloo è stato considerato come il centro della cultura di Pfyn. 

Ulteriori esplorazioni nel 2002 e nel 2004 hanno consentito la datatazione via dendrocronologia. Le travi utilizzate furono tagliate nel 3706-3704 a.C. e confermano una singola fase di sviluppo dell'insediamento.  

Un altro insediamento neolitico deve essere esistito a circa 400 m a nord-ovest di Breitenloo. 

Le poche ceramiche scoperte sono della cultura di Pfyn. 

Dalla cultura di Pfyn potrebbe derivare la Cultura di Horgen.